# 루슬란 쿠르바노프 (펜싱 선수)
루슬란 림지예비치 쿠르바노프(러시아어: Русла́н Римзиевич Курба́нов, 1991년 9월 17일~)는 카자흐스탄의 펜싱 선수로 주 종목은 에페이다. 2020년과 2024년 하계 올림픽에 참가했고 세계 선수권 대회에서 동메달 1개를 획득했다.